# Tholera decolor
Tholera decolor är en fjärilsart som beskrevs av Sohn 1896. Tholera decolor ingår i släktet Tholera och familjen nattflyn. Inga underarter finns listade i Catalogue of Life.